# Taubenturm Château de Javerlhac

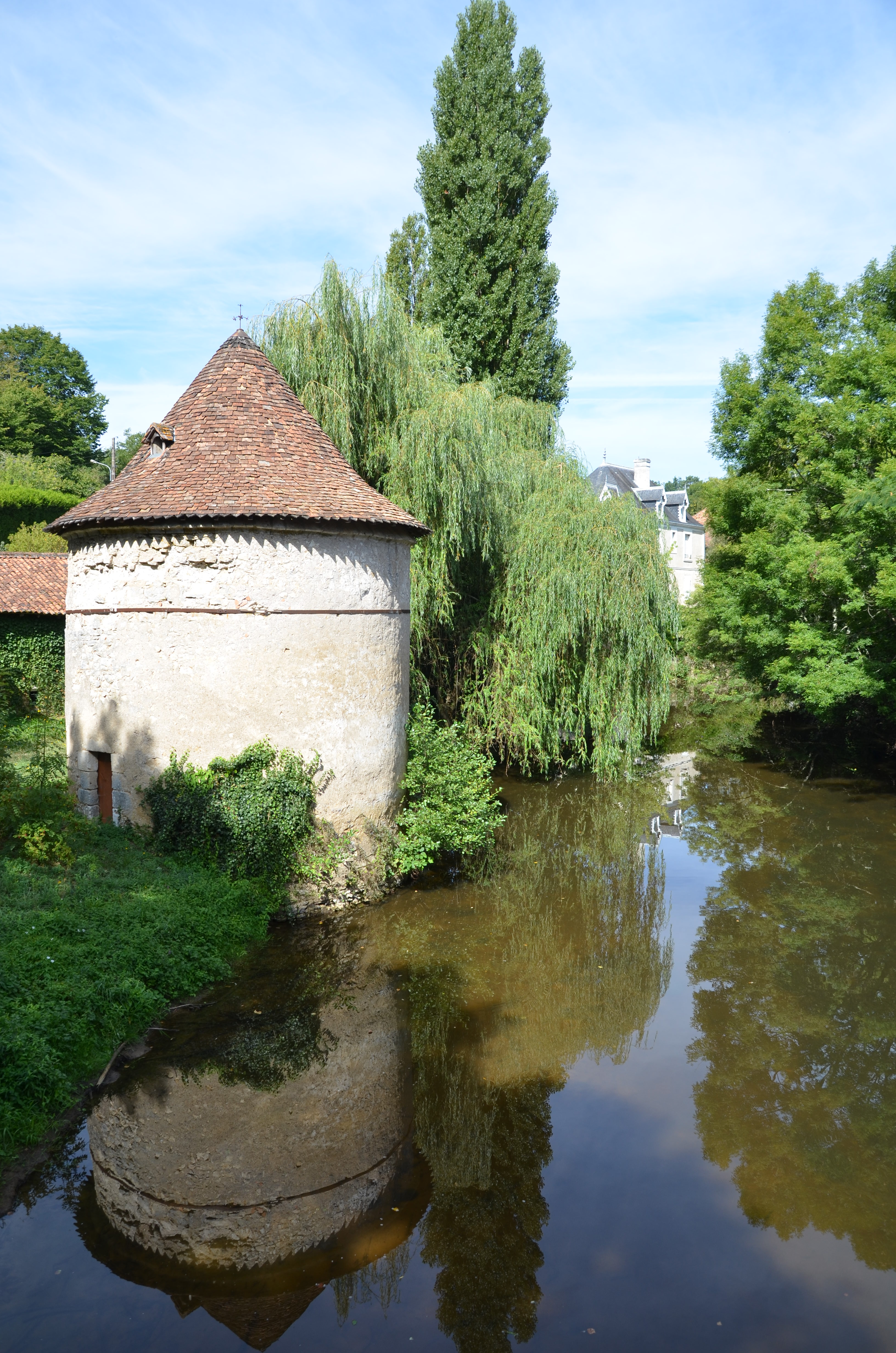
Taubenhaus des Château de Javerlhac am Fluss Bandiat

Der Taubenturm (französisch colombier oder pigeonnier) des Château de Javerlhac in Javerlhac, einem Ortsteil der französischen Gemeinde Javerlhac-et-la-Chapelle-Saint-Robert im Département Dordogne in der Region Nouvelle-Aquitaine, wurde vermutlich im 16. Jahrhundert errichtet. 
Der runde Taubenturm besitzt eine schmale Tür an der Nordseite. Er wird von flachen Ziegeln gedeckt und hat auf dem Dach zwei Gauben als Zugang für die Tauben. Das Gebäude besitzt im Inneren 1200 Taubennester.